# پیچاکانی (کوسکو)
پیچاکانی (به اسپانیایی: Pichacani) یک کوه در پرو است که در پرو واقع شده‌است. پیچاکانی ۵٬۲۰۰ متر بالاتر از سطح دریا واقع شده‌است.